# Retta (Schauspielerin)

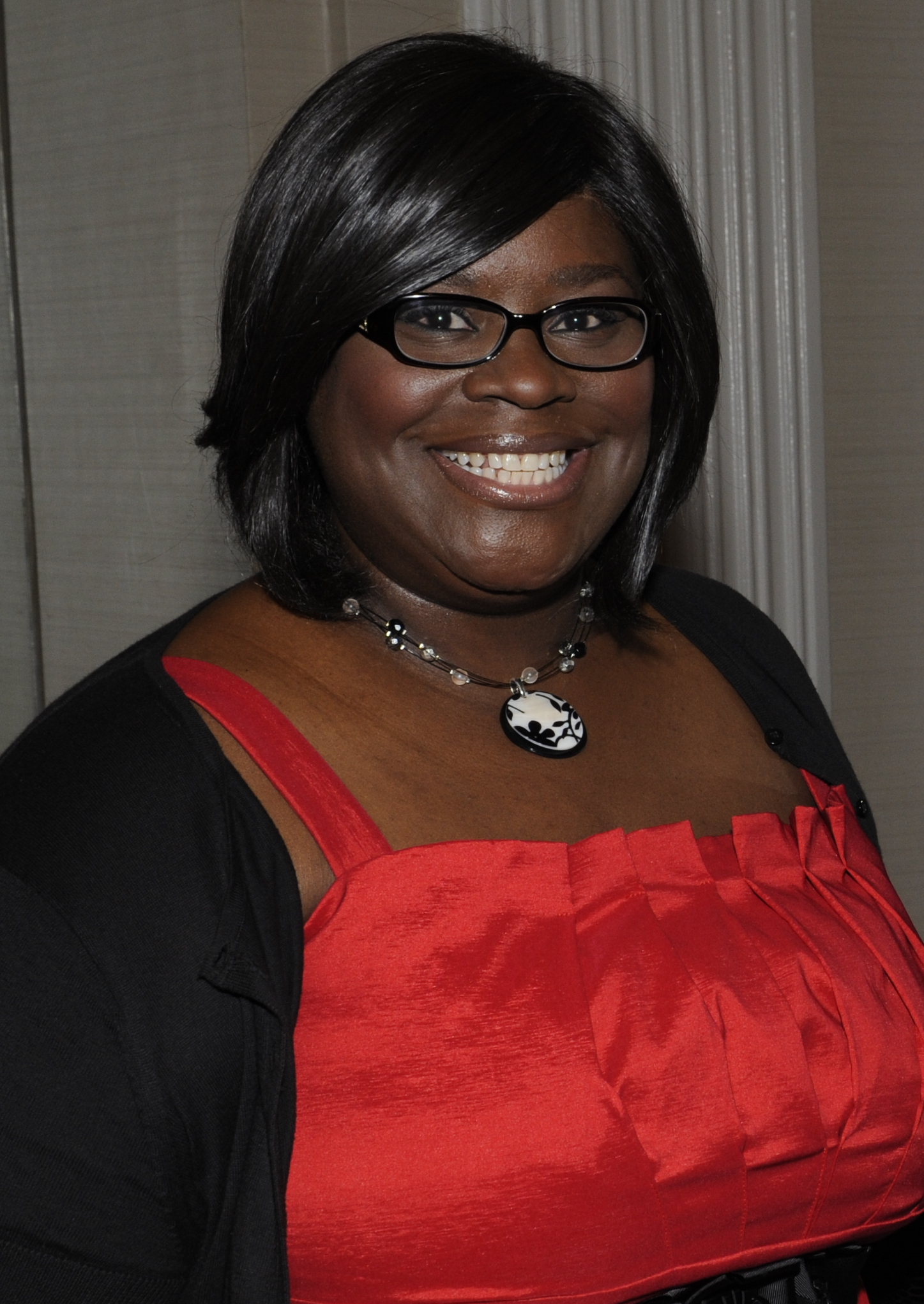
Retta auf der Verleihung der Peabody Awards im Jahr 2012

Marietta Sangai Sirleaf (* 12. April 1970 in Newark), bekannt als Retta, ist eine US-amerikanische Filmschauspielerin und Comedienne, die im deutschsprachigen Raum vor allem mit ihren Auftritten in den Fernsehserien Parks and Recreation und Good Girls bekannt wurde.

## Leben und Wirken
Retta wuchs mit zwei jüngeren Brüdern in Edison und Cliffwood Beach auf. Ihre Eltern waren im Jahr ihrer Geburt aus Liberia in die USA emigriert. Ihre Tante ist die ehemalige liberianische Präsidentin Ellen Johnson Sirleaf. Nach ihrem Abschluss an der Matawan Regional High School nahm sie ein Soziologiestudium an der Duke University auf, das sie mit einem Bachelor abschloss. Anschließend arbeitete sie in der pharmazeutischen Forschung, ehe sie beschloss, nach Los Angeles umzuziehen, um ihre Karriere als Comedienne voranzutreiben. Dort trat sie 1996 erstmalig auf. 1999 feierte sie ihren ersten Erfolg – sie gewann einen Stand-up-Comedy-Wettbewerb des Fernsehsenders Comedy Central.
Ihre erste Schauspielrolle spielte Retta in der 2002 erschienenen Rom Com Slackers. Nach einer Nebenrolle in 7 Deadly Hollywood Sins wurde sie 2009 für die wiederkehrende Rolle Donna Meagle in Parks And Recreation gecastet. In der dritten Staffel wurde sie zur Hauptdarstellerin befördert und spielte die Rolle bis zu Einstellung der Serie im Jahr 2015. Im selben Jahr übernahm sie in eine Hauptrolle in Girlfriends’ Guide to Divorce und spielte die Rolle bis 2018. Mit ihrer Rolle als Vorstadtmutter Ruby Hill in Good Girls trat sie von 2018 bis 2021 in Erscheinung.

## Filmografie (Auswahl)
- 2002: Slackers
- 2003: Dickie Roberts: Kinderstar (Dickie Roberts: Former Child Star)
- 2005: Freddie (Fernsehserie, eine Folge)
- 2006: 7 Deadly Hollywood Sins (Fernsehserie, 7 Folgen)
- 2006: Rodney (Fernsehserie, eine Folge)
- 2007: Das perfekte Verbrechen (Fracture)
- 2007: Sex and Death 101
- 2008: It’s Always Sunny in Philadelphia (Fernsehserie, eine Folge)
- 2008: First Sunday
- 2009–2015: Parks and Recreation (Fernsehserie, 119 Folgen)
- 2014: Drunk History (Fernsehserie, eine Folge)
- 2015–2018: Girlfriends’ Guide to Divorce (Fernsehserie, 27 Folgen)
- 2015: Alvin und die Chipmunks: Road Chip (Alvin und die Chipmunks: The Road Chip)
- 2016: School Survival: Die schlimmsten Jahre meines Lebens (Middle School: The Worst Years of My Life)
- 2017: To the Bone
- 2017: Wer ist Daddy? (Father Figures)
- 2018–2021: Good Girls (Fernsehserie, 50 Folgen)
- 2019: Good Boys
- 2023: Hit Man
- 2024: The Greatest Hits
- 2024–2025: Elsbeth (Fernsehserie, zwei Folgen)